# سلاتر مارتن
سلاتر مارتن (بالإنجليزية: Slater Martin) مواليد 22 أكتوبر 1925 في تكساس - الوفاة 18 أكتوبر 2012، كان لاعب كرة سلة أمريكي تحول إلى التدريب بعد الاعتزال بدأ مسيرته الاحترافية في سنة 1949. بلغ طوله 5 قدم 10 بوصة (1.8 م). اعتزل اللعب في 1960.

## فرق لعب لها
- لوس أنجلوس ليكرز
- نيويورك نيكس
- أتلانتا هوكس

## روابط خارجية
- سلاتر مارتن على موقع إن بي أي (الإنجليزية)
- سلاتر مارتن على موقع سبورتس رفرنس (الإنجليزية)
- سلاتر مارتن على موقع كلية كرة السلة في سبورتس رفرنس.كوم (الإنجليزية)
- سلاتر مارتن على موقع ريلجم (الإنجليزية)
- سلاتر مارتن على موقع بروبوليرز (الإنجليزية)
- سلاتر مارتن على موقع قاعة المشاهير الجامعة الوطنية لكرة السلة (الإنجليزية)
- سلاتر مارتن على موقع سبورتس رفرنس (الإنجليزية)